# Eubrianax ramicornis
Eubrianax ramicornis là một loài bọ cánh cứng trong họ Psephenidae. Loài này được Kiesenwetter miêu tả khoa học đầu tiên năm 1874.